# Beaufort River
Der Beaufort River ist ein 61,5 Kilometer langer Fluss in der Local Government Area Shire of West Arthur in der Wheatbelt Region im australischen Bundesstaat Westaustralien.

## Geografie
Sein Quellgebiet befindet sich westlich von Woodanilling. Er fließt in westlicher Richtung bis zu seinem Zusammenfluss mit dem Arthur River in der Nähe von Duranillin.

### Nebenflüsse mit Mündungshöhen
- Beaufort River East – 243 m[1]

## Geschichte
John Septimus Roe, der Generalvermesser von Western Australia, benannte im Jahre 1835 den Fluss Beaufort nach seinem Freund Sir Francis Beaufort, der als Hydrograph für die Admiralität arbeitete.